# Път на индустриалните паметници на Силезийско войводство
Път на индустриалните паметници на Силезийско войводство (на полски Szlak Zabytków Techniki Województwa Śląskiego) - тематичен регионален туристически автомобилен маршрут, обхващащ обекти, свързани с индустриалното наследство на Силезийско войводство. Състои се от четиридесет съоръжения, свързани с традицията на минното дело, металургията, енергетиката, железниците, комуникациите, текстила, производството на вода и хранително-вкусовата промишленост.
Инициатор и пръв изпълнител на проекта е Отделът за популяризиране на индустриалното наследство на Маршалската служба на Силезийско воеводство с помощта на Силезийската туристическа организация и съществената подкрепа на Силезийския център за културно наследство в Катовице (понастоящем отдел на Института за полска мисъл „Войчех Корфанти“). Днес Пътят на индустриалните паметници е най-интересният маршрут на индустриалния туризъм в страната и като един от основните маркови туристически продукти на Силезийско войводство е уникално предложение за продажба, характеризиращо региона на туристическата карта на Полша и Европа. 

## Етапи на реализация на проекта
Официалното откриване на Пътя на индустриалните паметници на Силезийско воеводство  е на 19 октомври 2006 година, но работата по подготовката на продукта започва от юли  2004. Списъкът на 29-те обекта, съставляващи Пътя на индустриалните паметници на Силезийско воеводство е определен с решение на Съвета на Силезийското войводство № 1153/268/II/2005 от 21 юни 2005. През следващите години към пътя са добавени още обекти: два през 2007, един през 2009, шест през 2010, като същевременно два от предишните  са отстранени от списъка (Силезийски порцелан в Катовице-Богучице и железопътната гара в Руда Шльонска Хебже). С решение 2509/157/V/2016 от дата 6 декември 2016 година Пътят е разширен с още 6 обекта, а три от обектите са причислени към категорията „застрашен обект” (Топлоелектрическата централа Щоберки в Битом, Работническата колония "Фичинус" в Руда Шльонска и Фабриката за кристално стъкло "Заверче"). През 2021 година Пътят на индустриалните паметници включва 40 обекта на индустриалното наследство и близо 30 населени места в Силезийско воеводство.
На 13 януари 2010 Пътят на индустриалните паметници става част от  Европейския път на индустриалното наследство (ERIH – European Route of Industrial Heritage). По този начин силезийският Път се превръща в единственият път в Централна и Източна Европа вписан в такъв престижен списък.

## Награди и отличия
- 2007 – номинация за най-добър туристически продукт за 2007 година (титлата, присъдена от Полската туристическа организация)
- 2008 – отличен със Златен сертификат на Полската туристическа организация и награда под формата на промоционална кампания на стойност 700 000 полски злоти
- 2010 – отличен със златен медал на Международния панаир в Познан в категорията за най-добър туристически продукт. Панаирът има близо 30 – годишна традиция и високо реноме. Това е един вид панаирен трофей, който помага в пазарната конкуренция. Той е символ на качествата на продукта, неговата модерност и иновативност. Компаниите, които са получили правото да поставят този знак върху своите продукти, потвърждават неговото маркетингово значение[5].
- 2012 – Празникът на Пътя на индустриалните паметници получава награда в конкурса за творческа реклама „Kreatura“ в Полша. В 16-ото издание на този конкурс участват 107 творби в 12 категории. "Индустриада" е отличена в категория "event/ambient". Събитието, популяризиращо маршрута на индустриалните паметници, побеждава известни марки като Orlen или Ikea.
- 2012 – Главната награда на 12-ия Международен туристически панаир в Ополе.

## Индустриада
От 2010  ежегодно през юни се провежда Празник на Пътя на индустриалните паметници - Индустриада. В съоръженията, които са част от маршрута, а от 2013 и в т. нар приятелски обекти се провеждат различни събития: представления, концерти, мултимедийни спектакли, семинари, обиколки на съоръженията и много други. От 2015 се провеждат и вечер предхождаща Индустриада („Пускане на машините“), както и вечер в деня след събитието („Финал“). От 2012 събитията в рамките на Индтустриада имат общ водещ мотив. През 2012 – светлината, през 2013 – енергията. Индустриада 2014 се провежда без водеща тема. В 2015 водещ мотив е трудът, 2016 – индустриалните легенди, 2017 – в ритъма на машините, 2018 – индустрията е жена, 2019 – ИНДУ (индустриален) бал, 2020 – природата в промишлеността, 2021 - техниката.
Индустриада е единственото събитие от този тип в Централна и Източна Европа, вторият по големина индустриален фестивал в Европа, провежда се в над 40 исторически промишлени и технически сгради в около 30 града в Силезийското войводство